# Władysław Dolecki
Władysław Dolecki (ur. 18 czerwca 1946 w Brzezinach, zm. 12 stycznia 2022 we Włocławku) – polski działacz samorządowy i partyjny, menedżer, w latach 1982–1983/4 prezydent Włocławka, w latach 1983–1984 I sekretarz KM PZPR we Włocławku.

## Życiorys
Syn Stanisława i Walentyny. W 1968 przeniósł się do Włocławka, został nauczycielem w tamtejszym Zespole Szkół Elektrycznych. W 1970 wstąpił do Polskiej Zjednoczonej Partii Robotniczej. Od 1975 do 1977 był inspektorem w Wojewódzkim Ośrodku Kształcenia Ideologicznego we Włocławku, następnie do 1980 I sekretarzem Komitetu Zakładowego przy Placu Budowy Zakładów Azotowych „Włocławek”. W latach 1980–1981 zastępca kierownika Wydziału Ekonomicznego Komitetu Wojewódzkiego PZPR tamże. Od 20 czerwca 1981 do 28 stycznia 1982 zajmował stanowisko wiceprezydenta, a następnie od 28 stycznia 1982 – prezydenta Włocławka. Następnie przeszedł na fotel I sekretarza Komitetu Miejskiego PZPR we Włocławku, który zajmował od grudnia 1983 do października 1984. Został członkiem plenum i egzekutywy (od 1984), sekretariatu (od 1986) oraz sekretarzem (do 1989) Komitetu Wojewódzkiego PZPR we Włocławku. W III RP zajął się działalnością biznesową: w latach 90. prowadził wspólnie z żoną przedsiębiorstwo, następnie do przejścia na emeryturę kierował Tłocznią Gazu w Gąbinku. Działał w Polskim Związku Łowieckim, był prezesem Okręgowej Rady Łowieckiej we Włocławku i członkiem Naczelnej Rady Łowieckiej. Zajmował stanowisko wiceprezesa Aeroklubu Włocławskiego i prezesa zarządu rejonowego Polskiego Czerwonego Krzyża.
Zmarł wskutek choroby nowotworowej. 15 stycznia 2022 został pochowany na Cmentarzu Komunalnym we Włocławku.

## Odznaczenia
W 2005 odznaczony Krzyżem Kawalerskim Orderu Odrodzenia Polski za wybitne zasługi w działalności na rzecz Aeroklubu Włocławskiego.